# AtGames
AtGames Cloud Holdings Inc. — тайваньская транснациональная компания, специализирующаяся на производстве игровых приставок и аркадных автоматов. Офисы компании расположены в Тайбэе и Шэньчжэне, а её штаб-квартира находится в городе Эль-Сегундо в округе Лос-Анджелес, США.
AtGames наиболее известны своими аркадными автоматами AtGames Legends Ultimate, консолями Atari Flashback и другими ретро-приставками из серии Flashback, выпущенными по лицензии таких производителей как Coleco (ColecoVision) и Mattel (Intellivision). Компания так же долгое время сотрудничала с Sega и произвела множество ретро-приставок с их играми в различных форм-факторах.

## История

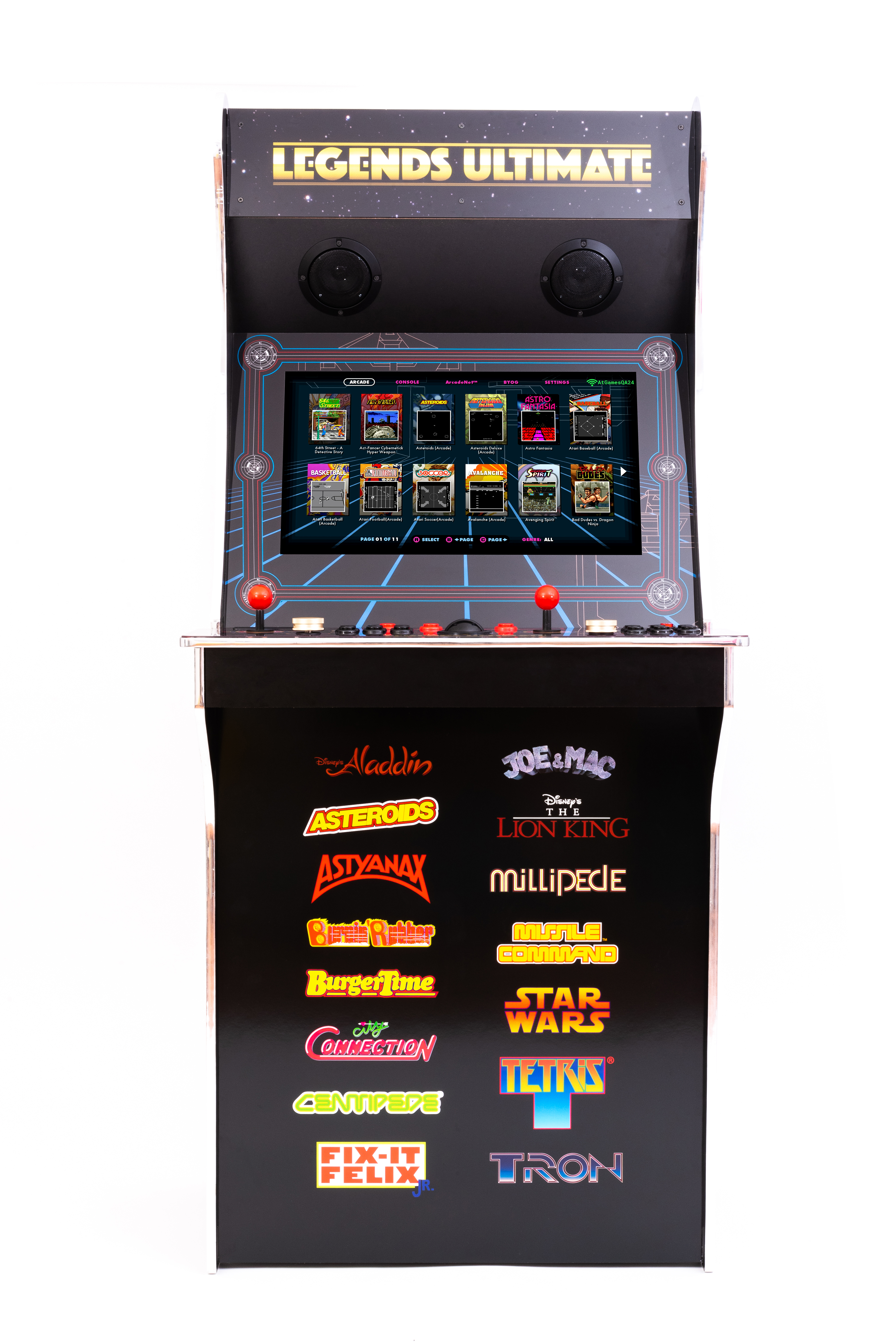
Аркадный автомат Legends Ultimate

Компания AtGames была основана в 2001 году тайваньским предпринимателем Пинканом Сюном, который до этого был специальным помощником председателя Acer. В первые годы компания принимала участие в разработке компьютерных игр, включая создание графики для Game Boy Advance-версии The King of Fighters II, промо-игры по мультфильму Планета сокровищ и онлайн-игр для тайваньского издателя Soft-World.
В 2005 году AtGames заключила договор с компанией Sega на эксклюзивное распространение их продукции в Китае, Тайване и Гонконге. Сотрудничество между компаниями продолжилось и со второй половины 2000-х годов AtGames выпустила множество портативных и домашних приставок с играми для Sega Mega Drive.
С 2011 года AtGames производит ретро-приставки серии Atari Flashback начиная с модели Flashback 3. В 2014 году компания выпустила ColecoVision Flashback и Intellivision Flashback, а в 2017 Sega Mega Drive/Genesis Flashback.
В августе 2014 года AtGames приобрела сервис цифрового распространения компьютерных игр Direct2Drive.
Изначально планировалось, что компания будет производителем Sega Genesis Mini, но в 2018 году Sega прекратила партнерство с AtGames из-за плохих отзывов на Mega Drive Flashback. Разработка приставки была передана японскому разработчику M2.
В 2019 году компания выпустила аркадный автомат AtGames Legends Ultimate с предустановленными классическими аркадными играми и возможностью устанавливать дополнительные игры с помощью интернет-сервиса. В 2011 году AtGames выпустила стол для виртуального пинбола Legends Virtual Pinball.